# Río Lavayén
Le río Lavayén est un cours d'eau du nord-ouest de l'Argentine qui coule sur le territoire des provinces de Salta et de Jujuy. C'est un affluent important du río San Francisco, qu'il contribue à former avec le río Grande de Jujuy. C'est donc un sous-affluent du rio Paraná par le río San Francisco puis par le río Bermejo.

## Géographie
Le río Lavayén naît en province de Salta sous le nom de río La Caldera. Celui-ci draine les serranías de l'extrême nord de la vallée de Lerma et se dirige vers le sud. Arrivé aux abords de la ville de Salta, et après sa confluence avec le río Vaqueros, le río La Caldera prend le nom de río Mojotoro et prend dès lors la direction de l'est jusqu'à la ville de General Güemes, où il tourne vers le nord. Après avoir reçu en rive gauche le río Las Pavas, il prend son nom définitif de río Lavayén. Il finit par confluer avec le río Grande de Jujuy venu de gauche et de la ville de San Salvador de Jujuy, pour former ensemble l'important río San Francisco. 
La superficie de son bassin est de quelque 6 521 km2 .

## Affluents et sous-affluents
- Le río Mojotoro qui est en fait son cours supérieur.
  - Le río Santa Rufina qui lui donne ses eaux en rive droite.
    - Le río San Alejo (rive droite).

  - Le río Las Nieves (rive droite).
    - Le río Yacones (rive droite).
- Le río Las Pavas (rive gauche).
  - Le río Las Maderas (rive droite).

## Régime
Le río Lavayén est de régime permanent, avec un débit maximal pendant les mois d'été. 

## Les débits mensuels à Bajada de Pinto
Les débits de la rivière ont été observés sur une période de 35 ans (1942-1980) à la station hydrométrique de Bajada de Pinto, localité située peu avant le confluent de l'arroyo San Juan de Dios, et ce pour une superficie prise en compte de 4 100 km2, soit plus ou moins 63 % de la totalité du bassin versant. 
À Bajada de Pinto, le débit annuel moyen ou module observé sur cette période était de 14,72 m3/s.
La lame d'eau écoulée dans le bassin atteint ainsi le chiffre de 113 millimètres par an.